# Matthieu Taponier
Matthieu Taponier (Párizs, 1982. október 19. – ) francia-amerikai forgatókönyvíró, filmvágó és segédrendező.

## Életpályája
Párizsban született és nevelkedett. Modern francia irodalmat tanult a Sorbonne Egyetemen (Paris IV), ahol 2004-ben Summa cum laude minősítéssel mesterfokozatot, 2005-ben pedig, ugyancsak kitűnő eredménnyel doktorált. 2012-ben bölcsészdoktori diplomát szerzett (M.F.A.) a New York Egyetem Tisch School of the Arts iskoláján.
2009 óta forgatókönyvíró, szkriptszerkesztő és filmvágó.
2013-ban a torinói székhelyű, első és másodfilmes alkotókat segítő TorinoFilmLab-nál (TFL) forgatókönyvíró és -fejlesztő gyakornok, Marietta von Hausswolff von Baumgarten svéd író, forgatókönyvíró irányítása alatt. 2014-ben a TFL megbízásából a Kritikusok Hete cannes-i szekció "Next Step" elnevezésű, fiatal rendezők részére szervezett műhelyének forgatókönyv-konzultánsa.
Ugyancsak konzultánsként és filmvágóként dolgozott Nemes Jeles László Saul fia című, 2015-ös cannes-i nagydíjas, Oscar- és Golden Globe-díjas alkotásán. Részt vett Kenyeres Bálint Tegnap című, valamint Nemes Jeles László második nagyjátékfilmje, a Napszállta című filmdrámája forgatókönyvének kidolgozásában. Ez utóbbi alkotásnak vágója is.
Franciául és angolul anyanyelvi szinten, németül alapfokon beszél.

## Filmjei
- 2008 – The Boundary (kisjátékfilm, forgatókönyvíró)
- 2009 – You Were Perfectly Fine (kisjátékfilm, első asszisztens, rendező: Josiah Signor)
- 2009 – A repülés története (kisjátékfilm, forgatókönyv-konzultáns, rendező: Kenyeres Bálint)
- 2010 – Az úr elköszön (kisjátékfilm, helyszíni vágó, rendező: Várkonyi Tímea, Nemes Jeles László)
- 2010 – Monkey, Take Off Your Mask! (kisjátékfilm, színész, rendező: Nick Ordway)
- 2011 – When's Lunch? (kisjátékfilm, segédrendező, rendező: Sarah-Rose Meredith)
- 2011 – The Red Rope (kisjátékfilm, vágó)
- 2012 – Les rites (kisjátékfilm, forgatókönyvíró, rendező)
- 2014 – Attends moi j'arrive (kisjátékfilm, első asszisztens, rendező: Pierre Glémet)
- 2014 – Loups solitaires en mode passif (kisjátékfilm, első asszisztens, rendező: Joanna Grudzinska)
- 2015 – Saul fia (vágó, forgatókönyv-konzultáns, rendező: Nemes Jeles László)
- 2018 – Tegnap (forgatókönyvíró, rendező: Kenyeres Bálint)
- 2018 – Napszállta (társ-forgatókönyvíró, vágó, rendező: Nemes Jeles László)